# Contro evoluzione
Contro evoluzione (Legacy) è un romanzo di fantascienza di Greg Bear uscito nel 1995. Seguito di Sfida all'eternità, costituisce l'ultimo capitolo del ciclo di Eon.

## Trama
Olmy è chiamato ad una missione segreta e in cui la sua vita, al di fuori dei marchingegni che regolano il suo corpo e la sua mente, rischia di spezzarsi prematuramente. Un gruppo di radicali Naderiti capeggiato dal famoso Jaime Carr Lenk è scomparso tempo addietro alla ricerca di un passaggio lungo la strada verso un mondo incontaminato in cui stabilire la propria utopica nuova casa. Olmy deve penetrare attraverso una porta nella Strada su questo mondo denominato Lamarkia e scoprire se la presenza degli esseri umani può in qualche modo danneggiare l'ecosistema e, cosa assai più importante, se può costituire un vantaggio per gli acerrimi nemici Jart nella guerra secolare tuttora in corso.
Una volta partito, Olmy si ritrova completamente "nudo" su un mondo ostile. Privo dei potenziamenti mentali e di una cronochiave per fare ritorno al Thistledown, l'uomo trova immediatamente i fuggitivi Naderiti, che ormai hanno colonizzato completamente il pianeta, e, cosa molto più interessante, scopre una nuova forma biologica chiamata Ecos. Gli Ecoi sono giganteschi ecosistemi vegetali controllati da un'unica mente che ricoprono tutto ciò che esiste su Lamarkia, arrivando a sfamare loro malgrado anche gli esseri umani.
Ma sul pianeta è in atto una rivolta che toccherà da vicino lo stesso Olmy, costretto infine a schierarsi e dismettere i panni di mero osservatore dell'Hexamon: le due fazioni in lotta, Brionisti contro i seguaci di Lenk, sembrano motivati da un oscuro progetto da parte dei primi per soggiogare definitivamente gli Ecoi ed utilizzarli a proprio vantaggio, contro il volere di Lenk.

## Edizioni
- Greg Bear, Legacy, 1995.
- Greg Bear, Contro evoluzione, traduzione di Gianluigi Zuddas, collana Cosmo Argento n° 270, Editrice Nord, 1996,  p. 437, ISBN 88-429-0907-6.